# Larisa
Larisa (neugriechisch Λάρισα, altgriechisch Λάρισ(σ)α Laris(s)a), deutsch auch Larissa, ist die Hauptstadt der griechischen Region Thessalien. Sie liegt im Zentrum des Thessalischen Beckens, das von Bergen wie dem Ossa zur Ägäis hin abgeschirmt ist, und wird vom Fluss Pinios durchflossen. Dort befinden sich eine medizinische Fakultät der Universität Thessalien sowie mehrere Fachhochschulen. Mit 162.591 Einwohnern ist Larisa die einwohnerstärkste Gemeinde Thessaliens. Nach ihr ist der Asteroid (1162) Larissa benannt.

## Klima
Durch die Lage in einem Talkessel umgeben von Gebirgen – unter anderem im Nordosten der Olymp, mit 2917 m ü. NN der höchste Berg Griechenlands – ist das Klima Larisas wesentlich kontinentaler als im Rest Griechenlands. Zwar hat auch Larisa das typische mediterrane Klima mit trockenen, heißen Sommern und milden, feuchten Wintern, jedoch sind die Extreme nach oben wie nach unten größer als gewöhnlich. Der Unterschied zwischen der höchsten jemals gemessenen Temperatur in Larisa (45,2 °C) und der kältesten (−21,6 °C) beträgt 66,8 K. Larisa ist im Sommer oft der wärmste Ort Griechenlands.
|                       | Jan | Feb  | Mär  | Apr  | Mai  | Jun  | Jul  | Aug  | Sep  | Okt  | Nov  | Dez  |   |      |
| Mittl. Tagesmax. (°C) | 9,6 | 11,8 | 14,9 | 20,0 | 25,7 | 30,9 | 33,0 | 32,4 | 28,7 | 22,1 | 16,0 | 10,9 | ⌀ | 21,4 |
| Mittl. Tagesmin. (°C) | 0,5 | 1,5  | 3,4  | 6,3  | 10,8 | 15,0 | 17,6 | 17,1 | 14,1 | 9,8  | 5,5  | 1,8  | ⌀ | 8,7  |
|                       |     |      |      |      |      |      |      |      |      |      |      |      |   |      |
| Niederschlag (mm)     | 30  | 35   | 36   | 29   | 37   | 24   | 20   | 16   | 29   | 47   | 58   | 52   | Σ | 413  |
|                       |     |      |      |      |      |      |      |      |      |      |      |      |   |      |
| Sonnenstunden (h/d)   | 3,4 | 4,2  | 5,1  | 7,1  | 8,6  | 10,2 | 10,9 | 10,3 | 8,3  | 5,5  | 4,2  | 3,3  | ⌀ | 6,8  |
|                       |     |      |      |      |      |      |      |      |      |      |      |      |   |      |
| Regentage (d)         | 6   | 6    | 6    | 5    | 5    | 4    | 2    | 2    | 3    | 6    | 7    | 7    | Σ | 59   |
|                       |     |      |      |      |      |      |      |      |      |      |      |      |   |      |
| Luftfeuchtigkeit (%)  | 80  | 76   | 74   | 69   | 62   | 50   | 46   | 50   | 59   | 70   | 79   | 83   | ⌀ | 66,5 |

| 0,5 |

| 1,5 |

| 3,4 |

| 6,3 |

| 10,8 |

| 15,0 |

| 17,6 |

| 17,1 |

| 14,1 |

| 9,8 |

| 5,5 |

| 1,8 |

| 0,5 |

| 1,5 |

| 3,4 |

| 6,3 |

| 10,8 |

| 15,0 |

| 17,6 |

| 17,1 |

| 14,1 |

| 9,8 |

| 5,5 |

| 1,8 |

## Etymologie
Der Name ist wahrscheinlich vorgriechisch, möglicherweise einer nicht-indogermanischen Sprache entstammend. In der griechischen Mythologie ist die thessalische Nymphe Larissa Mutter des Königs Pelasgos.

## Geschichte

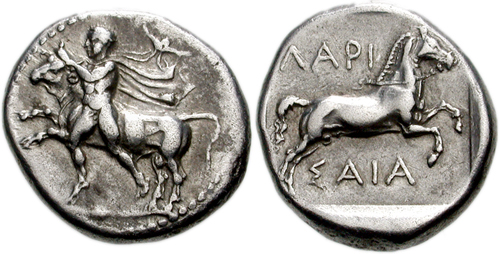
Münze von Larisa, 440 vor Chr.

### Antike
Im Gebiet von Larisa wurden Spuren paläolithischer Besiedlung gefunden.
Larisa, das in Homers Schiffskatalog nicht erwähnt wird, beteiligte sich wohl um 590 v. Chr. unter Eurylochos am Ersten Heiligen Krieg. In Thessalien herrschten damals die Aleuaden, die oft das hohe militärische Amt des Tagos bekleideten. Als der Perserkönig Xerxes 480 v. Chr. gegen Griechenland zog, gingen sie zur Sicherung ihrer Position zu ihm über. Nach dem Scheitern des Perserzugs konnten sie eine gegen sie unternommene Strafexpedition zurückschlagen. Dennoch verloren sie in den nächsten Jahrzehnten allmählich an Einfluss. Larisa und andere thessalische Städte vermochten unabhängiger von den Aleuaden zu werden. In der Endphase des Peloponnesischen Kriegs herrschte in Larisa eine moderate Oligarchie. Lykophron von Pherai führte 404 v. Chr. Krieg gegen Larisa und errang dabei mit Hilfe Spartas einen Sieg. Anschließend gelang es dem Aleuaden Aristippos, auf ein Söldnerheer und bedeutende Geldleistungen des achämenidischen Prinzen Kyros des Jüngeren gestützt, die Herrschaft in Larisa an sich zu reißen.
Zu Beginn des 4. Jahrhunderts v. Chr. konnten die Aleuaden ihre Machtbestellung in Larisa behaupten. Sie waren mit den Tyrannen von Pherai verfeindet. Iason von Pherai unterwarf sich indessen die Stadt. Nach Iasons Ermordung 370 v. Chr. folgten ihm Polydoros und Alexander von Pherai. Der makedonische König Alexander II. konnte den Tyrannen 369 v. Chr. aus Larisa vertreiben und wurde neuer Herr der Stadt. Im folgenden Jahr wurde Larisa von Pelopidas erobert. 352 v. Chr. versuchten Teisiphonos und Lykophron von Pherai, sich der Stadt zu bemächtigen. Die Aleuaden wandten sich an den mächtigen Makedonenkönig Philipp II. und baten ihn um militärische Unterstützung gegen Pherai. Allerdings kam nun Larisa wie die anderen thessalischen Städte langfristig unter die Hegemonie Makedoniens. Nach dem entscheidenden Sieg des römischen Feldherrn Titus Quinctius Flamininus in der Schlacht von Kynoskephalai über den makedonischen König Philipp V. (197 v. Chr.) verbündete sich Larisa mit dem Römischen Reich. Während der Kriege dieser Weltmacht gegen den Seleukidenherrscher Antiochos III. und den Makedonenkönig Perseus diente die Stadt den Römern als wichtiger Stützpunkt. Larisa blieb nun in der späteren Republikszeit und der Kaiserzeit die bedeutendste thessalische Stadt.
Es befinden sich zwei antike Theater in der Stadt, von denen das östliche „Α“ und das wesentlich kleinere westliche „Β“ genannt wird. Sie liegen wenige hundert Meter auseinander.
Larisa war seit der Zeit der Aufteilung der großen römischen Provinzen in kleinere durch Kaiser Diokletian die amtliche Hauptstadt der Provinz Thessalien und Sitz eines Präses. In dieser Gestalt ging es in die byzantinische Zeit über, in der es bis zur Eroberung durch die Kreuzfahrer des lateinischen Kreuzzuges der politische Mittelpunkt Thessaliens blieb, das längere Zeit eine Eparchie des großen makedonischen Themas war. dagegen schon seit dem ausgehenden 9. Jahrhundert mit dem Thema Hellas verbunden erscheint. Larisa ist auch für die griechische Kirchengeschichte früh bedeutend geworden. In der Mitte des 2. Jahrhunderts n. Chr. bestand in Larisa bereits eine ansehnliche christliche Gemeinde, und während der Regierung Konstantins des Großen erscheint die Stadt als namhafter Bischofssitz. Zur Zeit des Konzils von Nicäa (325 n. Chr.) war der Bischof Achillios Thaumaturgos von Larisa einer der entschiedensten Gegner des Arianismus. Unter Oberhoheit der Erzbischöfe von Thessaloniki waren seit 381 n. Chr. die Bischöfe von Larisa die Metropoliten für Thessalien. In der hierarchischen Rangordnung des Byzantinischen Reichs, in dem Leo III. die hellenische Kirche vollständig von Rom getrennt hatte, nahmen die Erzbischöfe von Larisa die 34. Stelle ein.

### Mittelalter und Neuzeit
Seit der Völkerwanderungszeit gab es zahlreiche Einbrüche nördlicher Völker ins Innere der Balkanhalbinsel, die dabei oft auch Thessalien heimsuchten. Der Ostgotenkönig Theoderich der Große raubte bei seinem Krieg gegen den byzantinischen Kaiser Zenon Larisa im Jahr 482 gründlich aus. Kaiser Justinian ließ aber Larisa stark befestigen. Dennoch konnte der bulgarische Zar Samuil die Stadt um 986 vorübergehend einnehmen. Damals schaffte er auch die Reliquien des heiligen Achillios nach seiner Residenz Prespa. Energisch durch die Byzantiner verteidigt, hielt Larisa 1084 eine Belagerung der gefürchteten apulischen Normannen unter Robert Guiskards Sohn Bohemund aus. Dieser Feldherr wurde dann im Sommer 1084 bei Larisa durch Kaiser Alexios I. Komnenos schwer geschlagen. Wenig tritt dagegen Larisa in der Zeit des oftmaligen Besitzwechsels hervor, die mit 1204 beginnt und mit der Eroberung Thessaliens durch die Osmanen endet. Die Stadt wurde zunächst im Herbst 1204 von Bonifatius von Montferrat für das lombardische Königreich Thessaloniki erobert. Bereits 1222 war es wieder in den Händen der Griechen des Despotats Epirus, seit 1259 in denen der Palaiologen und seit 1349 in denen serbischer Fürsten. Der türkische Sultan Bayezid I. eroberte Larisa 1393 mit dem größten Teil Thessaliens.
Larissa wurde nicht die politische Hauptstadt des thessalischen Sandschak, als welche die Osmanen vielmehr stets Trikala benutzten. Aber unter dem Namen Jenischehr („Neustadt“) gedieh Larisa, das damals etwa 20.000 Einwohner hatte, durch Ackerbau und Wirtschaft, vor allem Rotfärberei, zu neuer Blüte. Die Griechen gründeten hier zu Anfang des 18. Jahrhunderts ein hellenisches Gymnasium. Unter Ali Pascha bildete Larisa im griechischen Freiheitskrieg den Mittelpunkt der türkischen Operationen. Infolge der Bestimmungen des Berliner Vertrags (1878), der den Russisch-Osmanischen Krieg beendete, wurden im Sommer 1881 große Teile Thessaliens samt Larisa von der Hohen Pforte an das Königreich Griechenland abgetreten. Danach wurde Larisa Hauptstadt einer griechischen Nomarchie und zählte damals über 13.000 Einwohner. Seit dem Mai 1884 war es mit Volos durch eine Eisenbahnlinie verbunden und gelangte durch Handel, Industrie, Acker- und Gartenbau zu neuem Wohlstand. Während des Türkisch-Griechischen Kriegs von 1897 war die Stadt das Hauptquartier des griechischen Kronprinzen Konstantin. Die griechische Armee floh am 23. April 1897 von hier nach Farsala. Zwei Tage später marschierten türkische Truppen in der Stadt ein. Nach dem Abschluss des Friedens zogen sie wieder ab, und Larisa blieb fortan dauernd bei Griechenland.

### Zweiter Weltkrieg

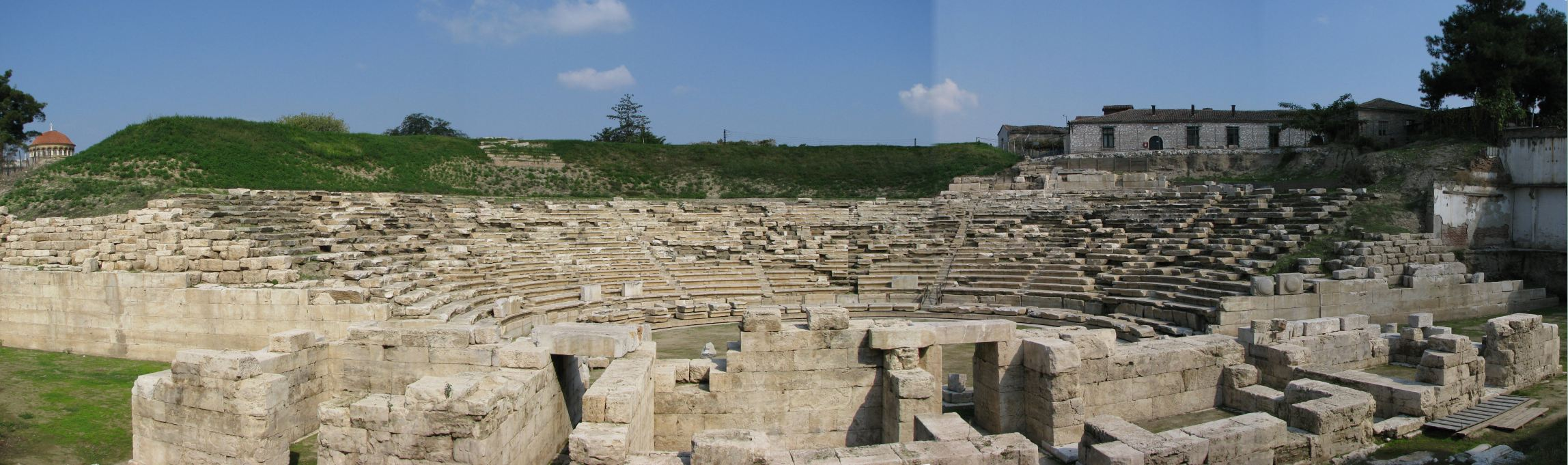
Antikes Theater „Α“ von Larisa

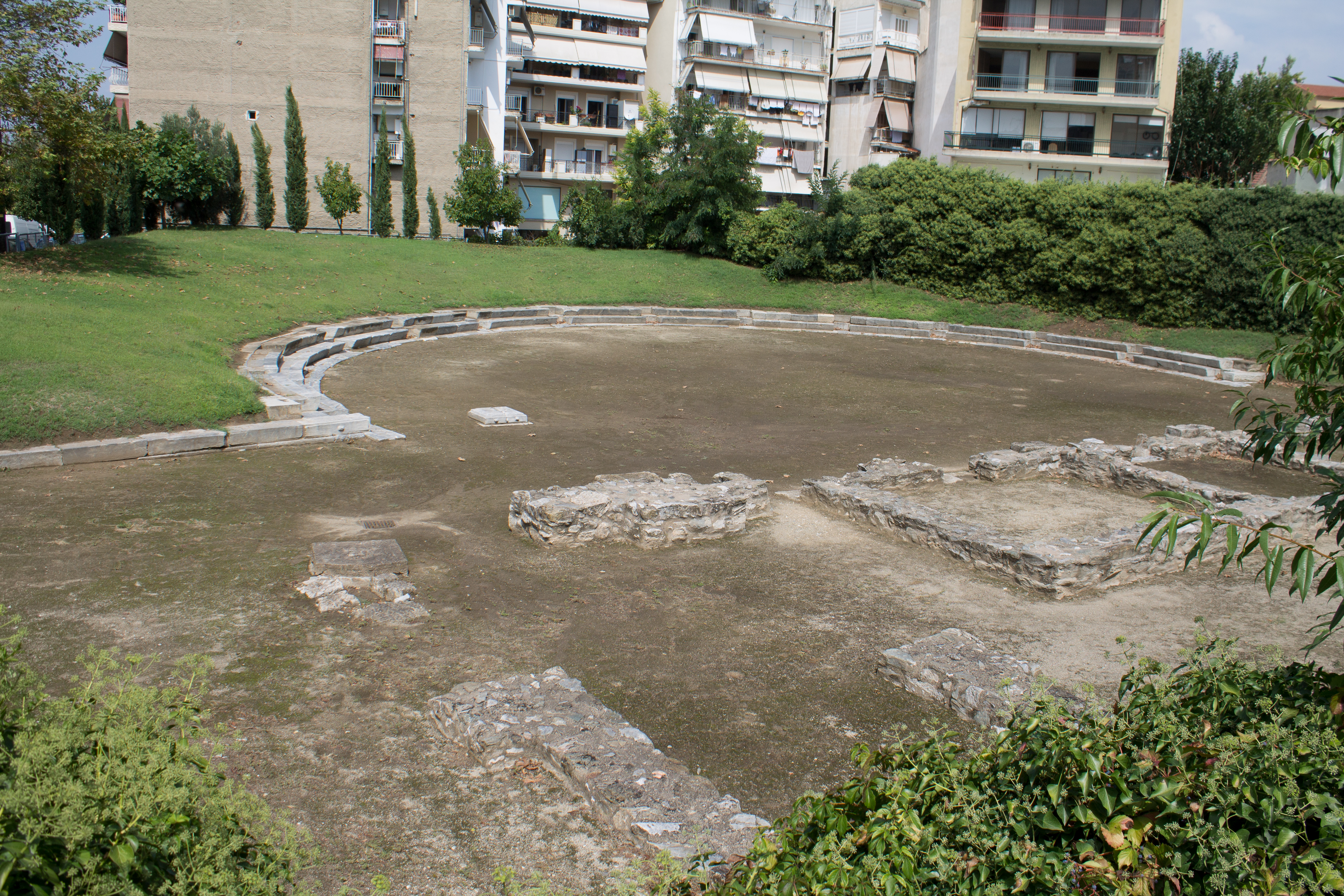
Antikes Theater „Β“ von Larisa

Während des Zweiten Weltkriegs kesselten die deutschen Besatzer am 25. März 1944 die Ghettos von Ioannina ein. Sämtlichen jüdischen Bewohnern wurde befohlen, binnen drei Stunden auf den Sammelplätzen anzutreten. Unter Aufsicht der deutschen Feldgendarmerie und Ordnungspolizei wurden 1725 Menschen in 80 Lastwagen verladen und nach Larisa transportiert. Nach einer Zugfahrt, die eine Woche dauerte und von den Logistikstäben der Deutschen Reichsbahn geplant worden war, kamen die Deportierten in Auschwitz an.

### 21. Jahrhundert
In Larisa wurde 2007 das Hauptquartier der Balkan Battlegroup der EU eingerichtet.

## Gemeindegliederung
Bei der Verwaltungsreform 2010 wurden die Nachbargemeinden Giannouli und Kilada nach Larisa eingemeindet. Seither gliedert sich die Gemeinde in drei Gemeindebezirke (die Gemeinden bis 2010) und in 14 Stadtbezirke (über 2.000 Einwohner, griechisch dimotiki kinotita) bzw. Ortsgemeinschaften (bis 2.000 Einwohner, topiki kinotita), die eigene Ortsvertretungen wählen. Die Kernstadt Larisa wurde 2006 in vier Abschnitte geteilt, die ebenfalls als Ortsgemeinschaften geführt werden. Die Einwohnerzahlen stammen aus dem Ergebnis der Volkszählung 2011.
- Gemeindebezirk Giannouli – Δημοτική Ενότητα Γιάννουλης – 12.496 Einwohner
  - Stadtbezirk Giannouli – Δημοτική Κοινότητα Γιάννουλης (Γιάννουλη) – 7.885 Einwohner
  - Stadtbezirk Falanna – Δημοτική Κοινότητα Φαλάννης (Φάλαννα) – 4.611 Einwohner
- Gemeindebezirk Kilada – Δημοτική Ενότητα Κοιλάδας – 3.169 Einwohner
  - Ortsgemeinschaft Amygdalia – Τοπική Κοινότητα Αμυγδαλέας (Αμυγδαλιά) – 336 Einwohner
  - Ortsgemeinschaft Eleftheres – Τοπική Κοινότητα Ελευθερών (Ελευθερές) – 520 Einwohner
  - Ortsgemeinschaft Kilada – Τοπική Κοινότητα Κοιλάδος (Κοιλάδα) – 628 Einwohner
  - Ortsgemeinschaft Koutsochero – Τοπική Κοινότητα Κουτσοχέρου (Κουτσόχερο) – 327 Einwohner
  - Ortsgemeinschaft Loutro Larisis – Τοπική Κοινότητα Λουτρού Λαρίσης (Λουτρό Λαρίσης) – 332 Einwohner
  - Ortsgemeinschaft Mandra – Τοπική Κοινότητα Μάνδρας (Μάνδρα) – 512 Einwohner
  - Ortsgemeinschaft Rachoula – Τοπική Κοινότητα Ραχούλας (Ραχούλα) – 514 Einwohner
- Gemeindebezirk Larisa – Δημοτική Ενότητα Λαρισαίων – 146.926 Einwohner
  - Stadtbezirk 1. Bezirk Larisas – Δημοτική Κοινότητα 1ου Διαμερίσματος Λαρίσης − 31.522 Einwohner
  - Stadtbezirk 2. Bezirk Larisas – Δημοτική Κοινότητα 2ου Διαμερίσματος Λαρίσης − 42.135 Einwohner
  - Stadtbezirk 3. Bezirk Larisas (inkl. Siedlungen Koulouri und Amfithea) – Δημοτική Κοινότητα 3ου Διαμερίσματος Λαρίσης (συμπεριλαμβάνονται οι οικισμοί Κουλούριου και Αμφιθέας) – 32.785 Einwohner
  - Stadtbezirk 4. Bezirk Larisas – Δημοτική Κοινότητα 4ου Διαμερίσματος Λαρίσης − 36.472 Einwohner
  - Ortsgemeinschaft Terpsithea – Τοπική Κοινότητα Τερψιθέας – 1.992 Einwohner

## Wirtschaft
Larisa ist Wirtschaftszentrum des landwirtschaftlich geprägten Umlands. Tabak, Obst, Gemüse und Baumwolle werden hier in überwiegend Kleinbetrieben angebaut. Farsala, Elassona, Tyrnavos und Agia sind die agrarischen Handelszentren in der Umgebung.
Larisa erfreut sich seit einigen Jahren immer größerer Beliebtheit als Urlaubsziel, einerseits die Stadt selbst, als historisch attraktives Zentrum, andererseits auch wegen des 50 km entfernten, 17 km langen Strandabschnitts am Thermaischen Golf. Beliebte Urlaubsziele für Touristen und die Larissäer selbst sind Stomio, Agiokambos, Velika und Sotiritsa. Larisa besitzt das größte antike Marmortheater Griechenlands, das erst 1989 ausgegraben wurde.

## Verkehr

### Straße
Larisa wird durch die Autobahn 1 mit Athen und Thessaloniki verbunden. Vom Busbahnhof gibt es zahlreiche Direktverbindungen zu mehreren größeren Städten Griechenlands.

### Schiene
Die Eisenbahn erreichte Larisa 1884 mit der meterspurigen Strecke von der Hafenstadt Volos. Die zweite Bahnanbindung erfolgte 1908, als die normalspurige Strecke, die von Athen aus nach Norden vorangetrieben wurde, Larisa erreichte. 1960 wurde die Schmalspurbahn nach Volos dann ebenfalls auf Normalspur umgespurt. Im Bahnhof Larisa vereinigen sich so heute die Strecken Piräus–Thessaloniki und Larisa–Volos. Mit der Hauptstrecke ist Larisa an den innergriechischen Fernverkehr angeschlossen und hatte – bevor das durch die Jugoslawienkriege zum Erliegen kam – direkte, internationale Verbindungen nach Nordeuropa. Auf der Strecke nach Volos verkehren ausschließlich Regionalzüge.

### Flugplatz
Der Militärflugplatz ( IATA: LRA, ICAO: LGLR), der nordöstlich von Larisa liegt, wurde 1912 errichtet und war bis 1997 der kommerzielle Flughafen von Larisa (National-Flughafen Larisa „Thessalien“). Die asphaltierte Start- und Landebahn mit einer Ausrichtung von 08R/26L ist 2.960 m lang. Der Militärflugplatz liegt auf einer Höhe von 69 m (207 ft) über dem Meeresspiegel.

## Städtepartnerschaften
Larisa unterhält Städtepartnerschaften mit
- Bălți, Moldau
- Banská Bystrica, Slowakei
- Knoxville (Tennessee), Vereinigte Staaten
- Rybnik, Polen
- Denizli, Türkei
- Ürgüp, Türkei

## Söhne und Töchter der Stadt
- Philinna von Larissa, Ehefrau Philipps II. von Makedonien
- Medios von Larissa, Gefährte Alexanders des Großen
- Philon von Larisa (159/158 v. Chr.–84/83 v. Chr.), altgriechischer Philosoph
- Alberto Errera (1913–1944), griechischer Offizier, Widerstandskämpfer und Opfer des Holocaust
- Kostas Gousgounis (1931–2022), griechischer Pornodarsteller
- Angela Kokkola (1932–2017), griechische Politikerin
- Christos Papoutsis (* 1953), Politiker
- Ioannis Galitsios (* 1958), griechischer Fußballspieler
- Vasilios N. Makrides (* 1961), orthodoxer Theologe und Religionswissenschaftler
- Maria Spyraki (* 1965), Politikerin
- Dimitris P. Kraniotis (* 1966), griechischer Dichter und Arzt
- Ekaterini Vongoli (* 1970), Diskuswerferin und Olympionikin
- Alexandros Papadimitriou (* 1973), Hammerwerfer
- Konstantinos Chalkias (* 1974), griechischer Fußballspieler
- Dimosthenis Dikoudis (* 1977), griechischer Basketballspieler
- Ilias Kotsios (* 1977), Fußballspieler
- Fani Chalkia (* 1979), griechische Leichtathletin
- Theofanis Gekas (* 1980), griechischer Fußballnationalspieler
- Vasilis Spanoulis (* 1982), griechischer Basketballspieler
- Chaido Alexouli (* 1991), Weitspringerin
- Chrysoula Anagnostopoulou (* 1991), Diskuswerferin
- Michaela Laki (* 2005), Tennisspielerin